# Punk'd
Punk'd er et amerikansk skjult kamera practical joke tv-program, der bliver vist på MTV, produceret af Ashton Kutcher, der tidligere også har været vært. Serien havde premiere i 2003. Den er i besiddelse af en stor lighed med skjult kamera programmer som Candid Camera og TV's Bloopers & Practical Jokes, der også indeholdt practical jokes på berømte. At blive "punk'd" hentyder til at få udført en practical joke på sig selv, og at "punke nogen”, hentyder til at gøre en anden til et offer for programmets egen practical joke.
Den sidste sæson havde premiere i USA på MTV den 7. april 2007. Sæsonen inkluderede punks på Hilary Swank, Hayden Panettiere, Kelly Rowland, Zac Efron, Ashley Tisdale, JoJo, Kelis, Nelly Furtado, Chuck Liddell, Jewel, Magic Johnson, Kerr Smith, Freddy Rodriguez, Molly Sims, Evangeline Lilly, Bucky Lasek, Alyson Michalka, og John Cena blandt mange andre. Serien vil kulminere i starten af juni, med de kommende Punk'd Awards (priser). 

## Kendte som er blevet punk'd
- Akon
- Ashley Tisdale
- Jessica Alba
- Tori Amos
- Pamela Anderson
- Carmelo Anthony
- Ashanti
- Stone Cold Steve Austin
- Tyra Banks
- Travis Barker
- Mischa Barton
- Jason Bateman
- Halle Berry
- Jerome Bettis
- Jessica Biel
- Rachel Bilson
- Thora Birch
- Bizarre
- Bow Wow
- Lara Flynn Boyle
- Zach Braff
- Brandy
- Adam Brody
- Adrien Brody
- Sophia Bush
- Ryan Cabrera
- Trishelle Cannatella
- Vanessa Carlton
- Nick Carter
- Chingy
- Ciara
- Rachael Leigh Cook
- Simon Cowell
- Kaley Cuoco
- Rosario Dawson
- Daddy Yankee
- Taye Diggs
- Jamie-Lynn DiScala
- Hilary Duff
- Kirsten Dunst
- Eliza Dushku
- Carmen Electra
- Shannon Elizabeth
- Missy Elliott
- Eve
- Vivica A. Fox
- The Game
- Seth Green
- Tony Hawk
- Salma Hayek
- Jon Heder
- Jennifer Love Hewitt
- Katie Holmes
- Marques Houston
- Allen Iverson
- Jadakiss
- Chris Klein
- Beyoncé Knowles
- Mila Kunis
- Nick Lachey
- Avril Lavigne
- Tommy Lee
- Lisa Leslie
- Lindsay Lohan
- Eva Longoria
- George Lopez
- Jesse McCartney
- Benjamin McKenzie
- Bernie Mac
- Benji Madden
- Joel Madden
- Jena Malone
- Bam Margera
- Mario
- Jesse Metcalfe
- Dave Mirra
- Kelly Monaco
- Mandy Moore
- Frankie Muniz
- Mya
- Tracy Morgan
- Dave Navarro
- Dirk Nowitzki
- Jermaine O'Neal
- Shaquille O'Neal
- Omarion
- Jack Osbourne
- Kelly Osbourne
- Outkast
- Matthew Perry
- Mekhi Phifer
- P!nk
- Laura Prepon
- Jaime Pressly
- Raven
- Tara Reid
- Denise Richards
- Kevin Richardson
- Nicole Richie
- Kid Rock
- The Rock
- Andy Roddick
- Michelle Rodriguez
- Ja Rule
- Zoe Saldana
- Warren Sapp
- Mike Shinoda
- Ashlee Simpson
- Jessica Simpson
- Jeremy Sisto
- Brittany Snow
- Joss Stone
- Julia Stiles
- T.I.
- Amber Tamblyn
- Justin Timberlake
- Triple H
- Tyrese Darnell Gibson
- Usher
- Wilmer Valderrama
- Sofia Vergara
- Kanye West
- Serena Williams
- Evan Rachel Wood
- Ying Yang Twins
- Fall Out Boy
- Zac Efron

## Kendte, der er blevet punk'd, men hvor episoden ikke er blevet vist
- Juliette Lewis (Droppet at sende, under sæson 4 eller 5)
- JoJo (Droppet at sende, under sæson 4 eller 5)
- Terrell Owens (Droppet at sende, under sæson 5)
- David Spade
- Alex Rodriguez (blev vurderet som ikke sendt)
- Tré Cool
- Michael Vartan (Ifølge programlederen truede Vartan med at sagsøge)

## Internationale versioner
- En Islandsk version af programmet ved navn, Tekinn, der har Auðunn Blöndal som vært, havde premiere på kanal Sirkus i efteråret 2006.

## Fodnoter
1. ↑  [http://www.tvseriesfinale.com/2007/03/punkd_is_ashton_kutcher_really_calling_it_quits.php (Webside+ikke+længere+tilgængelig) Punk'd: Is Ashton Kutcher Really Calling It Quits?; TVSeriesFinale.com; 27. marts 2007]